# Kurt Atterberg
Kurt Magnus Atterberg (Göteborg, 12 de desembre de 1887 - Estocolm, 15 de febrer de 1974) fou un compositor i enginyer suec. És sobretot conegut per les seves simfonies, òperes i ballets.

## Biografia

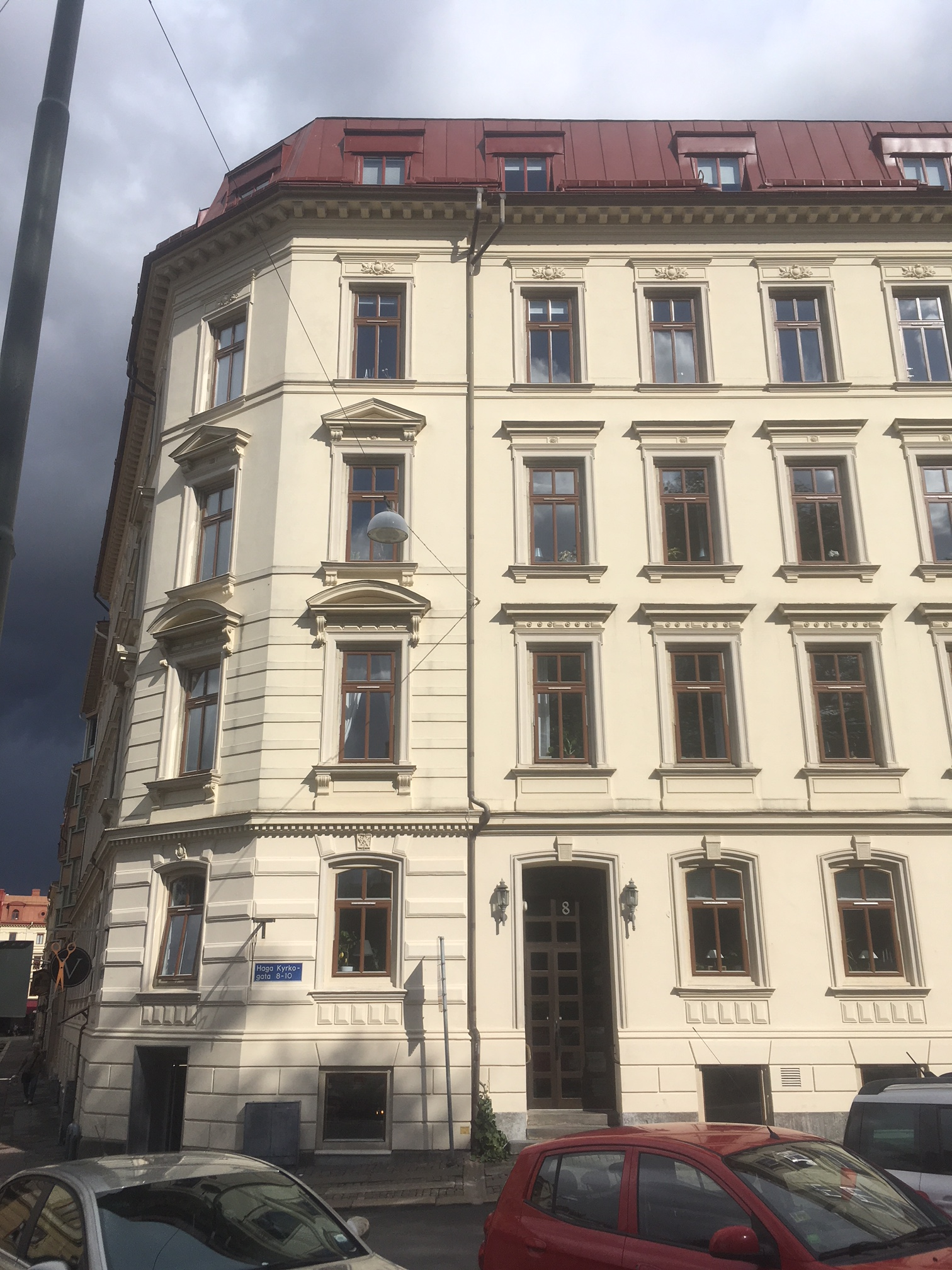
Haga kyrkogata 8, Göteborg. Atterberg va néixer al tercer pis.

Atterberg va néixer a Göteborg. El seu pare era Anders Johan Atterberg, enginyer i inventor; el seu oncle era el químic Albert Atterberg. La seva mare, Elvira Uddman, era filla d'un famós cantant d'òpera.
El 1902, Atterberg va començar a aprendre el violoncel, després d'haver-se inspirat en un concert del Quartet de corda Brussel·les, amb una interpretació del Quartet de corda núm. 8 de Beethoven. A set anys va començar classes de piano. Comença a rebre classes de violoncel d'Adolf Cords, un violoncel·lista de l'Orquestra Simfònica de Göteborg. Sis anys més tard es va convertir en intèrpret de la Societat de Concerts d'Estocolm, ara coneguda com a Orquestra Filharmònica Reial d'Estocolm, a més de publicar la seva primera obra completa, la Rapsòdia per a piano i orquestra, op. 1. Aviat va seguir el seu Quartet de corda núm. 1 en re major, op. 2.
Mentre ja estudiava enginyeria elèctrica a l'Institut Reial de Tecnologia, Atterberg també es va matricular al Reial Col·legi de Música d'Estocolm el 1910 amb una partitura de la seva Rapsòdia i una versió incompleta de la seva Simfonia núm. 1. Allà va estudiar composició i orquestració amb el compositor Andreas Hallén. Va obtenir el diploma d'enginyer un any més tard, a més de rebre una beca estatal de música. Va debutar com a director en un concert a Göteborg el 1912, estrenant la seva Primera Simfonia i l'Obertura de concert en la menor, op. 4.
Tot i que va continuar component i dirigint, Atterberg va gaudir d'una carrera satisfactòria en diverses organitzacions diferents. Va acceptar una plaça a l'⁣Oficina Sueca de Patents i Registre el 1912, va passar a ser cap de departament el 1936 i hi va treballar fins a la seva jubilació el 1968.
Possiblement l'èxit més gran d'Atterberg va ser el seu triomf en el Competició Internacional Columbia Graphophone de 1928, organitzat per commemorar el 100 aniversari de la mort de Franz Schubert. Finalment, la seva Sisena Simfonia va ser escollida d'entre 500 presentacions com a obra guanyadora, davant la 3a simfonia de Franz Schmidt i la Sinfonia brevis de Czeslaw Marek. Es va representar per tot el món occidental els anys següents, entre d'altres per Thomas Beecham i Arturo Toscanini.
Atterberg va morir el 15 de febrer de 1974 a Estocolm, als 86 anys, i va ser enterrat allà al Cementiri del nord.

## Vincles amb l'Alemanya nazi
Tant abans com durant l'època nazi, Atterberg va col·laborar amb compositors alemanys i organitzacions musicals amb l'objectiu de reforçar les relacions musicals entre Suècia i Alemanya. De vegades dirigia les seves pròpies obres amb orquestres famoses d'Alemanya, i diversos directors reconeguts també van interpretar les simfonies d'Atterberg. Atterberg mai va dubtar a compartir els contactes alemanys que havia fet al llarg dels anys amb els seus col·legues suecs ni a treballar perquè obres sueques s'interpretessin a Alemanya. D'aquesta manera, Albert Henneberg podria col·laborar amb Fritz Tutenberg, a qui Atterberg coneixia des d'un festival de música a Kiel el 1926, i juntament amb ell escriure òperes per a l'òpera de Chemnitz. De 1935 a 1938, Atterberg també va ser secretari general del Consell Permanent per a la Cooperació Internacional de Compositors (Ständiger Rat für die internationale Zusammenarbeit der Komponisten), fundat per Richard Strauss.
Hi ha vetes antisemites en la correspondència i l'ús del llenguatge d'Atterberg, especialment evidents en les disputes amb el compositor Moses Pergament, crític musical de la Svenska Dagbladet. En una carta a Pergament l'any 1923, Atterberg escriu: "No podria haver somiat que et llançaries com a compositor suec […] Fins ara, ets un compositor purament jueu per principis, per què no també de nom?" La contradicció entre els compositors estava arrelada en les seves orientacions artístiques diametralment diferents i en el fet que Atterberg era una personalitat destacada de la vida musical sueca i un defensor de la identitat nacional romàntica. Pergament, en canvi, pertanyia a un moviment més modernista, juntament amb Gösta Nystroem i Hilding Rosenberg.
Després del final de la Segona Guerra Mundial, Atterberg va ser acusat de simpatitzar amb els nazis. A petició seva, la Reial Acadèmia de Música va iniciar una investigació. La investigació no va poder ni confirmar ni descartar les sospites de simpaties nazis. No obstant això, després de la guerra, sembla que Atterberg va ser marginat i exclòs per almenys alguns dels seus col·legues compositors suecs.

## Crític i organitzador
Atterberg va cofundar la Societat de Compositors Suecs. el 1918, juntament amb altres compositors destacats com Ture Rangström, Wilhelm Stenhammar i Hugo Alfvén. Sis anys més tard va ser elegit president de la societat, mantenint el càrrec fins al 1947. Paral·lelament, va esdevenir president de la Svenska Tonsättares Internationella Musikbyrå, que també va ajudar a fundar, i de la qual va ser president fins al 1943. Altres treballs assumits per Atterberg inclouen el seu treball com a crític musical per a Stockholms Tidningen de 1919 a 1957, i com a secretari de la Reial Acadèmia de Música de Sueca de 1940 a 1953.
Després del final de la Segona Guerra Mundial, Atterberg va ser acusat de simpatitzar amb els nazis. A petició seva, la Reial Acadèmia de Música va iniciar una investigació. La investigació no va poder ni confirmar ni descartar les sospites de simpaties nazis. No obstant això, després de la guerra, sembla que Atterberg va ser marginat i exclòs per almenys alguns dels seus col·legues compositors suecs.

## Estil musical
Atterberg va compondre en un estil romàntic que es pot comparar amb el dels músics del corrent nacionalista nòrdic, en particular Edvard Grieg o Jean Sibelius. Altres influències importants inclouen (segons ell mateix) Brahms, Reger i diversos compositors russos com Txaikovski i Rimski-Kórsakov.

## Avaluació
Juntament amb Ture Rangström, Atterberg ha de ser considerat com un dels principals compositors de la segona generació de romàntics tardans suecs i així va continuar la tradició fundada per Wilhelm Peterson-Berger, Wilhelm Stenhammar i Hugo Alfvén. Va ser un defensor de la idea que la música romàntica havia de retratar i enfortir la identitat nacional, mentre que els opositors definien el caràcter de la música moderna com a transnacional i cosmopolita. Tot i que les seves cinc òperes han caigut en l'abandonament, les nou simfonies (deu quan s'hi inclou la Sinfonia per archi de 1953) es tornen a escoltar amb més freqüència i s'han enregistrat diverses vegades.

## Obres
Atterberg va compondre nou simfonies (o deu si s'inclou la Simfonia per a cordes, op. 53). La seva Novena Simfonia (titulada Sinfonia Visionaria) va ser, com la de Beethoven, escrita per a orquestra i cor amb solistes vocals. La seva producció també inclou sis obres concertants (inclosa la seva Rapsòdia, op. 1 i un concert per a violoncel), nou suites orquestrals, tres quartets de corda, una Sonata en si menor, cinc òperes i dos ballets.
Per al 100è aniversari de la mort de Schubert el 1928, la Columbia Graphophone Company va patrocinar un concurs simfònic mundial en què els compositors havien d'escriure una simfonia completant, o inspirada en, Simfonia "Inacabada" de Schubert. Atterberg va entrar a la seva Simfonia núm. 6 en do major, op. 31, i va rebre el primer premi, guanyant 10.000 dòlars. La simfonia, que més tard va ser coneguda com "Dollar Symphony", va ser gravada per Sir Thomas Beecham. La simfonia va ser interpretada per Arturo Toscanini el 1943, durant un concert de retransmissió de l'Orquestra Simfònica de l'NBC; Atterberg va elogiar l'actuació en escoltar l'emissió gravada.
El 22 de febrer de 2005, CPO Records va publicar una caixa completa d'enregistraments de les simfonies d'Atterberg, així com el poema simfònic Älven – Från Fjällen till Havet (El riu – De les muntanyes al mar). Els enregistraments van ser realitzats per la NDR Radiophilharmonie, Hamburg, Radio-Sinfonie-Orchester Stuttgart i la Radio-Sinfonie-Orchester Frankfurt, tots dirigits pel director finlandès Ari Rasilainen Entre el 2013 i el 2016, l'⁣Orquestra Simfònica de Göteborg va enregistrar un segon conjunt complet de simfonies, amb material afegit, sota la direcció de Neeme Järvi i publicat amb el segell Chandos.

## Vida personal

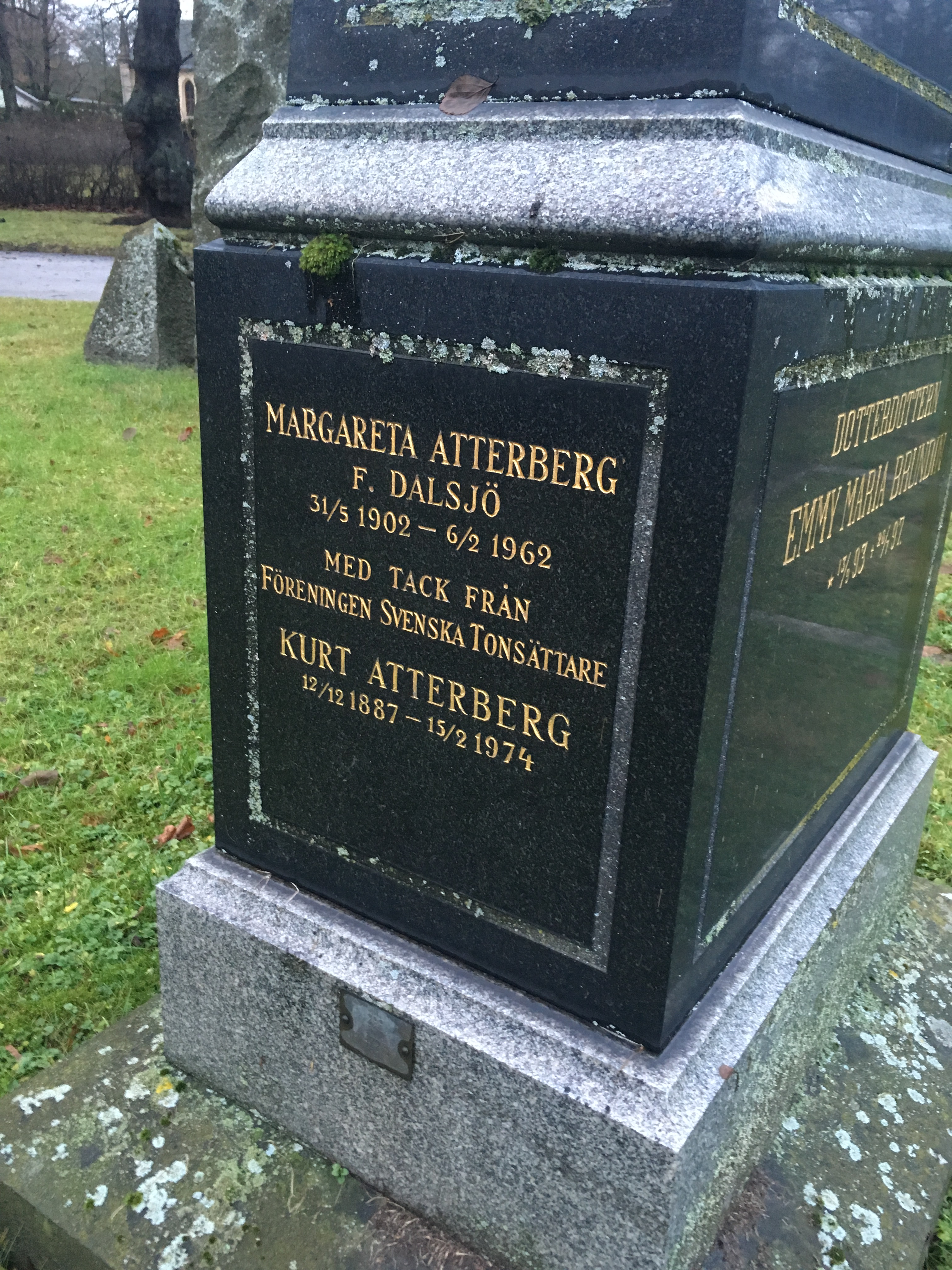
La tomba de Kurt Atterberg al cementiri del nord, Solna, Estocolm.

Atterberg es va casar dues vegades, primer amb Ella Peterson, pianista, el 1915; es van divorciar vuit anys després. El seu segon matrimoni va ser amb Margareta Dalsjö el 1925, que va durar fins a la seva mort el 1962.

## Obres

### Teatre

#### Òperes
- Härvard der Harfner op.12 (1916-18; 1952 reelaboració de Härvards Heimkehr)
- WogeNúmoß op.24 (1923-24)
- Fanal op.35 (1929-32)
- Aladdin op.43 (1936-41)
- Der Sturm op.49 (1946-47)

#### Ballets
- Per Schweinehirt op.9 (1914-15)
- Ballettskizzen (1919)
- Die törichten Jungfrauen op.17 (1920)

#### Músiques d'escena
- Jefta (1913)
- Mats und Petter (1915)
- Schwester Beatrice (1917)
- Perseus och vidundret op.13 (1918)
- Turandot (1920)
- Der Sturm op.18 (1921)
- Die drei Tanten (1923)
- Ein Wintermärchen (1923)
- Hassan (1925)
- Antonius und Kleopatra (1926)

### Orquestra

#### Simfonies
- Núm. 1 en si menor op. 3 (1909-11)
- Núm. 2 en fa major op. 6 (1911-13)
- Núm. 3 op. 10 "Vastkustbilder" (1914-16)
- Núm. 4 en sol menor op. 14 "Sinfonia piccola" (1918)
- Núm. 5 en re menor op. 20 "Sinfonia funebre" (1919-22)
- Núm. 6 en do major op. 31 "Dollarsinfonie" (1927-28)
- Núm. 7 op. 45 "Sinfonia romàntica" (1942)
- Núm. 8 en mi menor op. 48 (1944)
- Núm. 9 op. 54 "Sinfonia visionària" per a veu solista, cor i orquestra (1955-56)

#### Suite per a orquestra
- Núm. 1 "Suite Oriental" (1913)
- Núm. 2 (1915)
- Núm. 3 op. 19,1 (1917)
- Núm. 4 op. 19,2 "Turandot" (1920)
- Núm. 5 op. 23 "Suite barroca" (1923)
- Núm. 6 op. 30 "Llegenda Oriental" (1925)
- Núm. 7 op. 29 (1926)
- Núm. 8 op. 34 "Suite pastoral en mode antic" (1931)
- Núm. 9 op. 47 "Suite dramàtica" (1944)

#### Concerts
- Rapsòdia per a piano i orquestra op. 1 (1909)
- Concert per a violí en mi menor op. 7 (1913)
- Concert per a violoncel en do menor op. 21 (1922)
- Concert per a trompa en la menor op. 28 (1926)
- Concert per a piano i orquestra en si bemoll menor op. 37 (1935)
- Concert doble per a violí, violoncel i cordes op. 57 (1959-60)

#### Altres composicions per a orquestra
- Obertura de concert en la menor op. 4 (1910)
- Rondeau rétrospectif op. 26 (1925)
- Il fiume, poema simfònic op. 33 (1929)
- Una Rapsòdia de Värmland op. 36 (1933)
- Ballata e Passacaglia op. 38 (1935)
- Obertura de concert op. 41 (1940)
- Rondeau caractéristique op. 42 (1940)
- Aladino, Obertura op. 44 (1941)
- Indische Weisen op. 51 (1950)
- Festival d'estiu suec (1957)
- Ballata sense paraules op. 56 (1958)
- Vittorioso op. 58 (1962)

### Banda musical
De fåvitska jungfrurna Rapsòdia Arr. per Gösta Morberg
Marcia triomfal de la bella Lucia

### Música de cambra
- Quartets de corda
  - Núm. 1 en re major op. 2 (1909)
  - Núm. 2 op. 11 (1918)
  - Núm. 3 en re major op. 39 (1937)
- Variacions i fuga per a quartet de corda op. 46 (1944)
- Quintet per a piano en do major op. 31 (1928/42)
- Sonata per a violí/violoncel en si menor op. 27 (1925)
- 2 balades de tardor op.15 per a piano (1918)

### Vocal
- Requiem per a veus solistes, cor i orquestra op. 8 (1914)
- Järnbäraland per a veus solistes, cor i orquestra op. 16 (1919)
- Das Lied per a veus (cor i solistes) i orquestra op. 25 (1925)
- La terra del canto per a veus (cor i solistes) i orquestra op. 32 (1928)

## Bibliofrafia
- Stuart, Elsa Marianne. Kurt Atterberg (en suec). 9.  Stockholm: Elkan & Schildknecht, 1925, p. 37 (Kortfattade lefnadsteckningar över framstående tonsättare).
- Jacobsson, Stig. Kurt Atterberg (en suec).  Borås: Norma, 1985. ISBN 9185846430.
- Kube, Michael. «Kurt Atterberg (1887-1974). Biographie und Werk im Überblick». A: Booklet to: Kurt Atterberg, RSO Frankfurt, Ari Rasilainen: Symphonies 2 & 5 (en de, en, fr).  Georgsmarienhütte: CPO, 2002. OCLC 314589031.
- Garberding, Petra. Musik och politik i skuggan av nazismen. Kurt Atterberg och de svensk-tyska musikrelationerna (en suec). 19.  Lund: Sekel, 2007 (Södertörn doctoral dissertations). ISBN 978-91-85767-08-3.
- Garberding, Petra «″We Take Care of the Artist″: The German Composers' Meeting in Berlin, 1934». Music & Politics, vol. 3, 2, Summer 2009, 2009. DOI: 10.3998/mp.9460447.0003.204. ISSN: 1938-7687.